# ウィルクスバリ (軽巡洋艦)
ウィルクスバリ (USS Wilkes-Barre, CL-103) は、アメリカ海軍の軽巡洋艦。クリーブランド級軽巡洋艦の25番艦。艦名はペンシルベニア州ウィルクスバリ市に因む。

## 艦歴
「ウィルクスバリ」はニュージャージー州カムデンのニューヨーク造船所で1942年12月14日に起工。1943年12月24日にグレース・シューメイカー・マイナー（ウィルクスバリの著名な医師の夫人）によって命名・進水し、1944年7月1日にフィラデルフィア海軍工廠で艦長ロバート・L・ポーター・ジュニア大佐の指揮下就役する。
就役直後はチェサピーク湾で、その後大西洋を英領西インド諸島まで南下し、トリニダード島のパリア湾で慣熟訓練を行った。フィラデルフィアに戻ると10月23日に太平洋へ向けて出港した。4日後にパナマ運河を通過し、カリフォルニア州サンディエゴに寄港して物資と弾薬を積み込んだ。その間、サン・クレメンテ島沖で射撃訓練を行い、11月10日にハワイへ向けて出港した。1週間後に真珠湾に到着し、12月初旬まで同地で訓練を行った。

### グラティテュード作戦
1944年12月14日、「ウィルクスバリ」はカロリン諸島ウルシー環礁に停泊していた艦隊と合流するため真珠湾を離れた。到着後、第3艦隊麾下の空母機動部隊・第38任務部隊 (TF38) の第17巡洋艦隊に所属し、空母「ホーネット (USS Hornet, CV-12) 」「レキシントン (USS Lexington, CV-16) 」「ハンコック (USS Hancock, CV-19) 」を基幹とし、戦艦「ニュージャージー (USS New Jersey, BB-62) 」「ウィスコンシン (USS Wisconsin, BB-64) 」、3隻の巡洋艦と20隻の駆逐艦からなる第38.2任務群 (TG38.2) に配属された。
TG38.2は12月30日に出撃し、グラティテュード作戦を実行した。空母群は日本占領下の台湾と琉球諸島南部の目標に攻撃を開始し、ルソン島攻略を妨害する可能性のある日本軍の飛行場を無力化した。その後、機動部隊はルソン島の日本軍拠点を攻撃した。1945年1月9日には再度台湾を攻撃し、リンガエン湾上陸部隊の側方を支援するべく移動し、日本海軍による攻撃を阻止した。1月12日、仏領インドシナのカムラン湾に日本艦が現れたとの報告を受け、米軍司令部は「ウィルクスバリ」と第17巡洋艦隊の一部と「ニュージャージー」「ウィスコンシン」、護衛駆逐艦群を分離して第34.5任務群を編成して日本艦隊の掃討に派遣したが、偵察に出した水上機は敵艦隊を発見できず、任務群は同日中にTF38に戻された。1月13日～14日、悪天候のため作戦は一時中断した。1月15日から日本占領下の中国への攻撃は再開され、1月21日には台湾を攻撃し、翌日の沖縄への攻撃をもって作戦は終了した。TF38は1月26日に修理と補給を受けるためウルシーに帰還した。この間にTF38は第5艦隊麾下に移り、第58任務部隊と改称した。

### 硫黄島・沖縄戦
「ウィルクスバリ」以下の第17巡洋艦隊は空母「エセックス (USS Essex, CV-9) 」「バンカー・ヒル (USS Bunker Hill, CV-17) 」「カウペンス (USS Cowpens, CVL-25) 」、戦艦「ニュージャージー」「サウスダコタ（USS South Dakota, BB-57）」、大型巡洋艦「アラスカ (USS Alaska, CB-1) 」ほか巡洋艦2隻、駆逐艦14隻と第58.3任務群 (TG58.3) を構成し、フレデリック・C・シャーマン少将の指揮下に入った。TF58.3は2月16日から2日間、硫黄島侵攻部隊から日本側の目をそらすことを目的とした東京空襲を行うため出撃した。その後、艦隊は硫黄島侵攻を直接支援するため南下し、途中の父島と母島を爆撃した。2月19日、水陸からの硫黄島攻撃が始まった。2月21日、「ウィルクスバリ」は上陸する海兵隊への援護射撃のため空母群の護衛を外れ、艦載のOS2U水上機の観測を基に防御陣地と弾薬庫を破壊した。
2月23日、「ウィルクスバリ」はTF58.3に復帰し、2月25日の東京、3月1日の沖縄空襲で空母の護衛を担当した。作戦後ウルシーに戻り、補給を受けた。TG58.3は3月5日～14日まで同地に留まり、3月14日と15日は第59任務部隊ほかの艦船と演習に参加した。その後、空母機動部隊は九州最南端の島を目標とする攻撃作戦に参加するため出撃した。3月16日、「ウィルクスバリ」は急降下爆撃機・彗星を撃墜した。しかし空母「フランクリン (USS Franklin, CV-13) 」が2発の命中弾を受けて深刻な損害を被ったためTG58.3は戦線離脱を余儀なくされた。
TG58.3は3月23日に戦線復帰し、来るべき沖縄戦に備えて沖縄を攻撃した。3月24日、「ウィルクスバリ」の艦載機が南大東島沖で撃墜されたパイロット2名を救助した。3月27日、「ウィルクスバリ」ほか第17巡洋艦隊は南大東島の飛行場を砲撃した。3月29日、艦隊は九州を攻撃するため北へ転進した。この航海中に「ウィルクスバリ」艦載機が屋久島沖で撃墜された「バンカー・ヒル」所属のパイロットを救助した。アメリカ軍は4月1日に沖縄上陸を開始し、TF58はこれを支援するため九州・四国・本州南部の飛行場への空爆を目標として移動を開始した。これに対して日本軍は特攻を主とした反撃を開始した。4月11日、「ウィルクスバリ」は零戦3機と九九式艦爆1機を撃墜し、さらに零戦2機の撃墜に関与した。

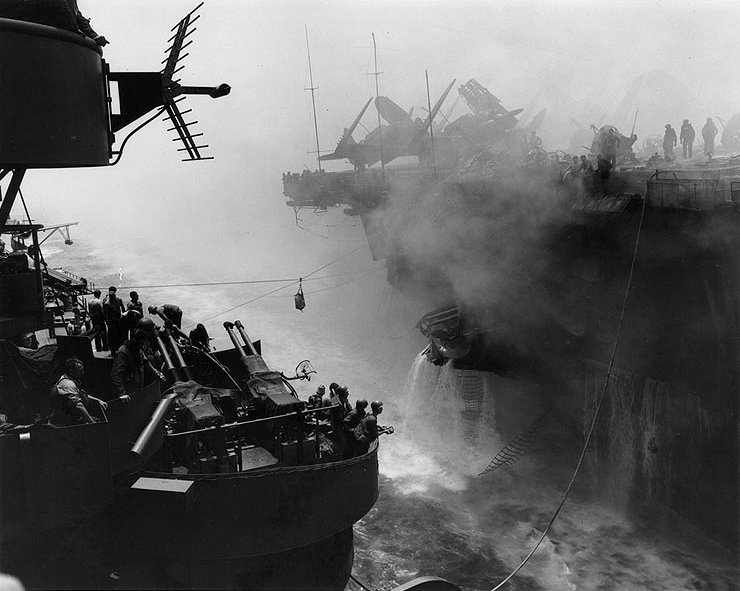
「バンカー・ヒル」から「ウィルクスバリ」へ移送される負傷者

4月16日、TF58は九州の飛行場への爆撃を開始した。同日18時54分ごろ、「ウィルクスバリ」は空母を攻撃しようとした日本の爆撃機を撃墜した。翌朝9時39分に零戦を撃墜。同作戦中、4月26日の沖縄沖での2名を初め墜落機のパイロットの救助を行った。5月上旬、日本へのさらなる攻撃が行われ、「ウィルクスバリ」と第17巡洋艦隊は護衛駆逐艦群とともに第58.3任務群を構成し、再び南大東島を砲撃した。5月11日、TF58に復帰。同日朝、艦隊は特攻機に襲来され、そのうちの2機が空母「バンカー・ヒル」に突入し、深刻な損傷を与えた。「ウィルクスバリ」は救助・消火作業を命じられ、10時59分に「バンカー・ヒル」に接舷した。40人ほどが自力で「ウィルクスバリ」に移動し、続いて「ウィルクスバリ」から消火部隊が送り込まれ、負傷者を収容した。火災は15時34分に鎮火し、「ウィルクスバリ」は現場を離れた。
収容者のうち13名が5月12日までに死亡して水葬され、残りの生存者は病院船「バウンティフル(USS Bountiful, AH-9) 」に移された。その後、TF58は沖縄攻略の障害となる九州の飛行場を再攻撃するため出撃した。攻撃は翌日から始まり、5月14日には日本軍の反撃が行われた。戦闘中、おそらく友軍のものと思われる砲弾の破片が「ウィルクスバリ」を襲い、艦尾の信号所にいた9名が負傷した。5月28日、空母機動部隊の指揮が第3艦隊に移管され、「ウィルクスバリ」の所属も第38.3任務群と改められた。「ウィルクスバリ」は翌日に部隊を離脱してフィリピンに戻り、6月1日～20日までサンペドロ湾で修理を受けた。その後3日間、サマール島沖で訓練を行った。「ウィルクスバリ」は6月いっぱいまでサンペドロ湾に留まった。
その後、「ウィルクスバリ」は日本への最後の空襲作戦に参加すべく7月1日に出撃してTG38.3に合流した。翌週は戦闘訓練に費やし、7月10日に九州と北海道への攻撃が始まった。7月14日、「ウィルクスバリ」は軽巡「パサデナ (USS Pasadena, CL-65) 」「スプリングフィールド (USS Springfield, CL-66) 」「アストリア (USS Astoria, CL-90) 」と駆逐艦6隻で第35.1任務群を構成し、本州北部沖と紀伊水道で日本艦の捜索を行ったが、目標を発見できなかった。7月24日、「ウィルクスバリ」は「パサデナ」「スプリングフィールド」「アストリア」と第35.3任務群を構成し、その夜に串本の水上飛行場と潮岬を砲撃した。7月下旬にも空母による攻撃が行われたが、悪天候のため8月上旬には一時撤退した。艦隊は8月8日に日本沿岸に戻り、8月9日と10日に攻撃を行った。8月15日に日本が降伏し、戦争は終わった。

### 戦後
第17巡洋艦隊は8月23日に第38.3任務群から分離した。海上での59日間を経た8月27日、部隊は第3艦隊の一部として相模湾に入り、「ウィルクスバリ」は横須賀海軍基地の占領を支援した。降伏式典の翌日である9月3日、東京湾に入港した。就役からすでに103,000海里を航海していた。
第35.7.2任務隊の武装解除グループ旗艦として「ウィルクスバリ」は9月9日に東京湾を出航し、館山湾に移動、その日の午後遅くに投錨した。9月10日、同湾の小型潜航艇、特攻艇基地の占領を支援し、その後東京湾に戻る。
その後、「ウィルクスバリ」は占領任務に従事した。9月12日から14日まで相模湾の小網代港に停泊し、三浦半島の油壺および久里浜の小型潜航艇基地の武装解除を行う。その後9月14日に東京湾で給油および補給のため停泊し、続いて女川湾に移動、9月15日から17日まで停泊する。別の武装解除任務に従事し、勝浦湾で占領支援任務を行った後、9月24日に東京湾に戻った。
9月24日から10月4日まで「ウィルクスバリ」は富士山の見える位置に停泊し、その後10月24日から28日まで砲撃訓練を行う。11月5日に第5艦隊から分離され、11月9日に韓国へ向かい、11月13日に仁川に到着した。
11月16日、「ウィルクスバリ」は駆逐艦「ベル (USS Bell, DD-587) 」「ハート(USS Hart, DD-594) 」と共に青島に移動する。占領任務のため19日まで停泊したが、その後大沽砲台および秦皇島を2度訪れた。「ウィルクスバリ」はその年の残りを青島で過ごした。

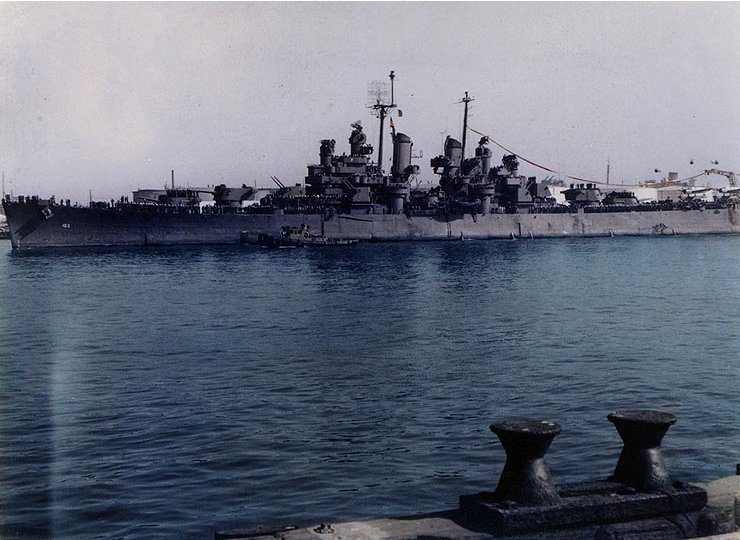
サンペドロ港の「ウィルクスバリ」

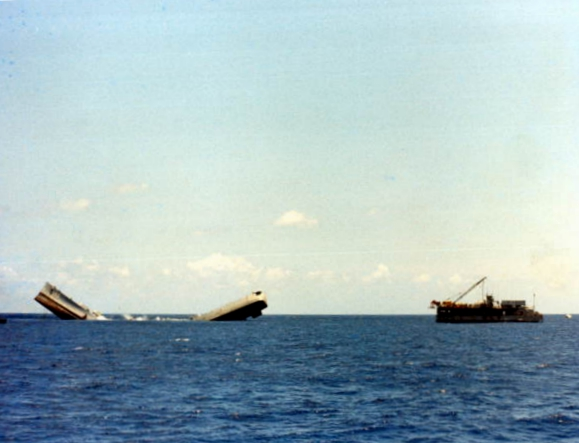
沈められる「ウィルクスバリ」

1946年1月13日に「ウィルクスバリ」は帰国の途に就く。真珠湾を経由して1月31日にカリフォルニア州サンペドロに到着した。その後3月4日に東海岸に向けて出航した。3月12日から14日にかけてパナマ運河を通過し、18日にフィラデルフィアに到着、その年の春から夏まで同地で過ごした。10月20日にメキシコ湾に向けて出航、海軍記念日の10月27日に記念式典に参加するためニューオーリンズに到着した。
「ウィルクスバリ」はニューオーリンズからグアンタナモ湾に向かい、姉妹艦の「デイトン (USS Dayton, CL-105) 」「プロビデンス (USS Providence, CL-82) 」と共に回復訓練を行う。12月13日にバージニア州ノーフォークに帰還、その後「ウィルクスバリ」は1947年2月17日にイギリスとノルウェーへの親善訪問に向かう。2月27日にプリマスに到着、3月から4月にかけてイギリスの海域で活動し、その間にノルウェーのベルゲンを訪問した。帰国すると、オーバーホールが行われ、作業が完了すると予備役艦隊入りした。
「ウィルクスバリ」は1947年10月9日に退役しフィラデルフィアで予備役として保管された。1971年1月15日に除籍され、アメリカ海軍籍にあった最後の軽巡洋艦となった。船体はその後水中爆破試験に使用され、1972年5月12日に2つに分離した。船体後方部分はそのまま沈み、前方部分は翌13日に沈んだ。現在も人工岩礁としてフロリダ・キーズの沖合145フィートの海底で眠っている。
「ウィルクスバリ」は第二次世界大戦の戦功で4個の従軍星章を受章した。